# Concejo Municipal de Curridabat
El Concejo Municipal de Curridabat es el órgano deliberativo y máxima autoridad del cantón de Curridabat, en Costa Rica. Está conformado por siete regidores propietarios con voz y voto, y sus respectivos suplentes solo con voz salvo cuando sustituyan a un propietario de su mismo partido. A estos también asisten con voz pero sin voto el alcalde y los síndicos propietarios y suplentes de los cuatro distritos del cantón. Al igual que el alcalde municipal sus miembros son electos popularmente cada 4 años.

## Historia
El 1 de enero de 1930, se llevó a cabo la primera sesión del Concejo Municipal de Curridabat, integrado por los regidores propietarios Juan Amador Picado, como presidente, Gabriel Mata Cordero, como vicepresidente, y Aquiles Monge Sánchez, como fiscal. El secretario municipal fue José Ramón Castro y el jefe político Miguel León Madrigal.

## Conformación del Concejo
| Partido | Partido                         | Número de regidores | Regidores propietarios                                                       | Regidores suplentes                                                                        |
| ------- | ------------------------------- | ------------------- | ---------------------------------------------------------------------------- | ------------------------------------------------------------------------------------------ |
|         | Partido Curridabat Siglo XXI    | 3                   | Melissa Berenzon Quirós Óscar Arturo Mora Altamirano Marisol Arrones Fajardo | Denis Fernando Lizano Serrano Sonia María Madrigal Fernández Dennis Eduardo Jiménez Vargas |
|         | Partido Unidad Social Cristiana | 2                   | Yerson Akir Zúñiga Madrigal Sonia Carolina Sáenz Solís                       | Jorge Emilio Mora Flores Ana Lorena López Redondo                                          |
|         | Partido Liberación Nacional     | 1                   | Carlos Manuel Monge Chinchilla                                               | Cindy María Hernández Cordero                                                              |
|         | Partido Restauración Nacional   | 1                   | Allan Sevilla Mora                                                           | Miguel Ángel Rodríguez Araya                                                               |

## Síndicos Propietarios
1. José Daniel Fernández Chaves (Curridabat)
2. María Cecilia Camacho Mora (Granadilla)
3. María Teresa Miranda Fricke (Sánchez)
4. Esteban Ramírez Aguilar (Tirrases)

## Síndicos Suplentes
1. Xinia María Boza Cordero (Curridabat)
2. Ramón Pendones de Pedro (Granadilla)
3. Guillermo Enrique Ortega Mata (Sánchez)
4. Andrea María Acuña Jara (Tirrases)

## Alcalde
- Jimmy Cruz Jiménez (CSXXI)

## Elecciones
Durante las Elecciones municipales de Costa Rica de 2020, diez partidos políticos participaron en el cantón de Curridabat para obtener la Alcaldía y miembros del Concejo Municipal. Los resultados fueron los siguientes:

### Alcaldía
| Puesto | Bandera | Partido                         | Votos | %      |
| ------ | ------- | ------------------------------- | ----- | ------ |
| 1°     |         | Partido Curridabat Siglo XXI    | 5 341 | 36,51% |
| 2°     |         | Partido Unidad Social Cristiana | 3 516 | 24,04% |
| 3°     |         | Partido Liberación Nacional     | 2 842 | 19,43% |
| 4°     |         | Partido Restauración Nacional   | 1 208 | 8,26%  |
| 5°     |         | Partido Comunal Unido           | 794   | 5,43%  |
| 6°     |         | Partido Nueva República         | 531   | 3,63%  |
| 7°     |         | Partido Nuestro Pueblo          | 341   | 2,33%  |
| 8°     |         | Partido Nueva Generación        | 54    | 0,37%  |

El alcalde electo fue Jimmy Cruz Jiménez, y la vicealcalde electa fue Ana Lucía Ferrero Mata, del Partido Curridabat Siglo XXI.

### Regidores
| Puesto | Bandera | Partido                              | Votos | %      |
| ------ | ------- | ------------------------------------ | ----- | ------ |
| 1°     |         | Partido Curridabat Siglo XXI         | 4 889 | 33,45% |
| 2°     |         | Partido Unidad Social Cristiana      | 2 921 | 19,98% |
| 3°     |         | Partido Liberación Nacional          | 2 644 | 18,09% |
| 4°     |         | Partido Restauración Nacional        | 1 099 | 7,52%  |
| 5°     |         | Partido Comunal Unido                | 929   | 6,36%  |
| 6°     |         | Partido Nueva República              | 794   | 5,43%  |
| 7°     |         | Partido Acción Ciudadana             | 749   | 5,12%  |
| 8°     |         | Partido Nuestro Pueblo               | 367   | 2,51%  |
| 9°     |         | Partido Republicano Social Cristiano | 140   | 0,96%  |
| 10°    |         | Partido Renovación Costarricense     | 85    | 0,58%  |